# Württemberg. Schwäbische Monatshefte im Dienste von Volk und Heimat
Württemberg. Schwäbische Monatshefte im Dienste von Volk und Heimat ist der Name des zehnten Jahrgangs einer volks- und heimatkundlichen Zeitschrift, die im Jahre 1938 als Fortsetzung von Württemberg. Monatsschrift im Dienste von Volk und Heimat, Bd. 1 (1929) bis Bd. 9 (1937), im Verlag W. Kohlhammer, Stuttgart erschien. Es wurden dabei nicht nur die Jahrgangs- bzw. Bandzählung des Vorgängers fortgeführt, sondern auch – mit 109 für die Januar-Ausgabe – die Zählung der einzelnen, monatlich erscheinenden Hefte.
Inhaltlich werden neben weltanschaulich eher unverfänglichen Beiträgen immer wieder auch Bezüge zur Blut-und-Boden-Ideologie sichtbar. Die Einbindung in den NS-Kulturbetrieb verdeutlicht etwa die „Huldigung“, die Schriftleiter und Herausgeber August Lämmle dem Reichsstatthalter und NSDAP-Gauleiter Wilhelm Murr, „dem Sohne und Führer des schwäbischen Volkes“, zu dessen 50. Geburtstag im Dezember 1938 widmete. Deutlicher noch ist die Lobhudelei, mit denen der auf Titelseite von Heft 111 (März 1938) abgedruckte Schluss der Reichstagsrede Adolf Hitlers vom 20. Februar 1938 kommentiert wird: „Politische Worte von so hohem Geiste und in so edler Sprache hat man in Deutschland seit den Tagen Arndts und Fichtes nicht mehr gehört.“ Dass beide Beiträge mit Porträtfotos der Machthaber illustriert sind, spricht ebenfalls für sich.
Nach nur 12 Monatsheften gab es erneut eine Veränderung. Zum einen gab August Lämmle zum Jahresbeginn 1939 Herausgeberschaft und Schriftleitung ab, zum anderen erschien die Zeitschrift nunmehr unter dem Namen Schwaben. Monatshefte für Volkstum und Kultur „in verwandelter und geweiteter Form“, da die Zeitschrift sich zuvor, einem zeitgenössischen Rezensenten zufolge, „vielleicht zu sehr auf die historische, prähistorische und volkskundliche Forschung beschränkte, um über die engeren Grenzen der Heimat hinaus eine breitere Wirkung erzielen zu können“. Zwar führte man die Jahrgangs- bzw. Bandzählung mit 11 weiter, startete jedoch eine neue Heftzählung mit 1.

## Herausgeber
- August Lämmle

## Schriftleitung
- August Lämmle

## Ausgaben
- 1938: Bd. 10, Heft 109 (Januar) bis Heft 120 (Dezember)